# Walnut Canyon National Monument
Das Walnut Canyon National Monument ist ein National Monument in Arizona, USA. Es liegt etwa 15 km südöstlich von Flagstaff an der I-40 auf einer Höhe von 1932 m (Canyonboden) bis 2039 m (Canyonrand). 
Der Canyon beherbergt eine einzigartige Ansammlung von in den Hang gearbeiteten Felsenbehausungen. Der Bau von Felsenbehausungen und damit die Besiedlung des Canyons begann um das Jahr 1100, als das Volk der Anasazi vermutlich durch veränderte klimatische Bedingungen und eine Bevölkerungszunahme im Südwesten zu einer Umstellung ihrer Lebens- und Ackerbaugewohnheiten gezwungen wurde. Schon etwa 100 Jahre später migrierten sie weiter südwestlich, was vermutlich zu einer Assimilation in die Hopi-Kultur führte.
Ein 1,4 km langer Rundweg führt etwa 60 m in den Canyon herab, vorbei an 25 Felsenbehausungen.

## Benachbarte Schutzgebiete
- Sunset Crater Volcano National Monument
- Wupatki National Monument